# Náprava s vlečenými rameny a torzní tyčí

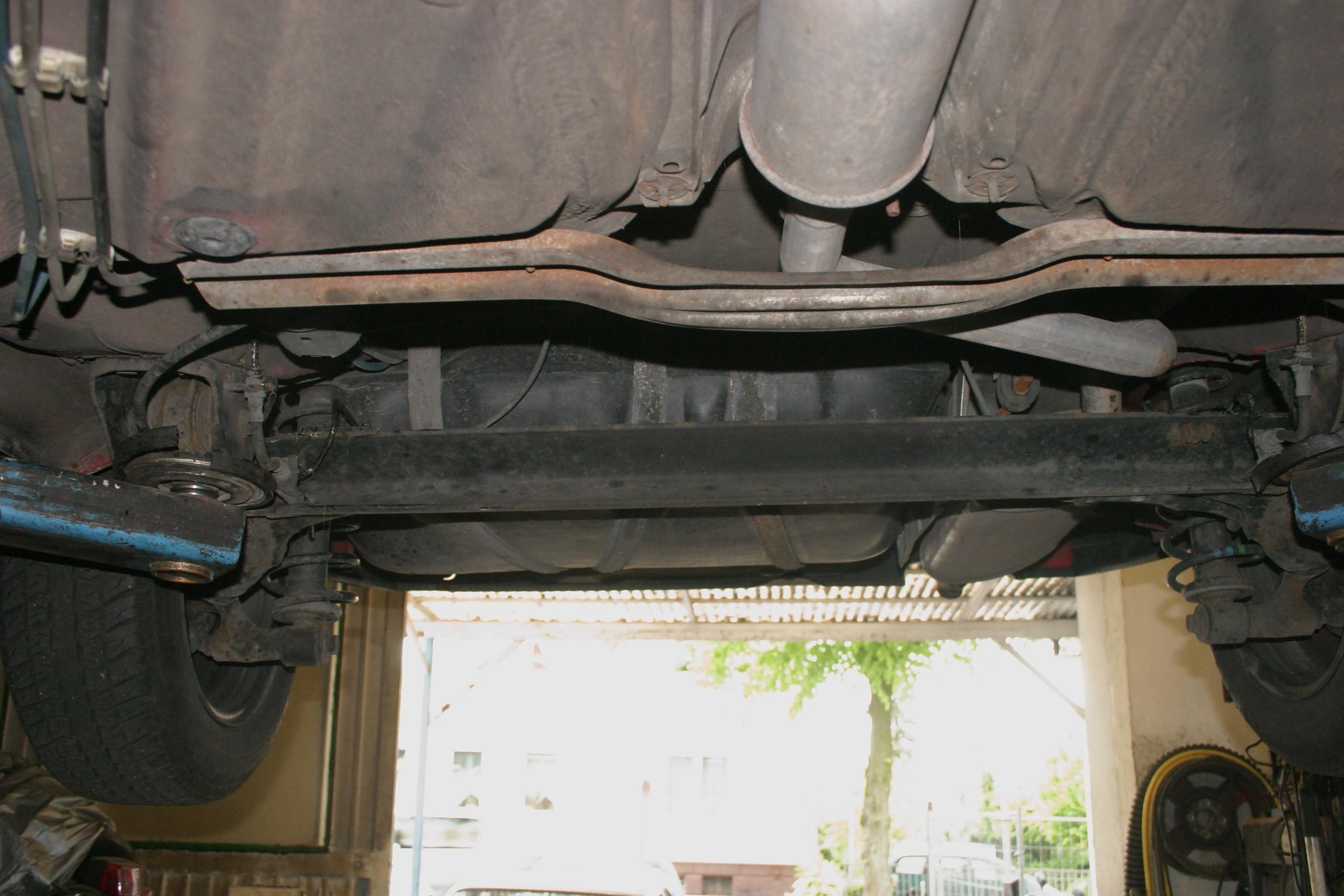

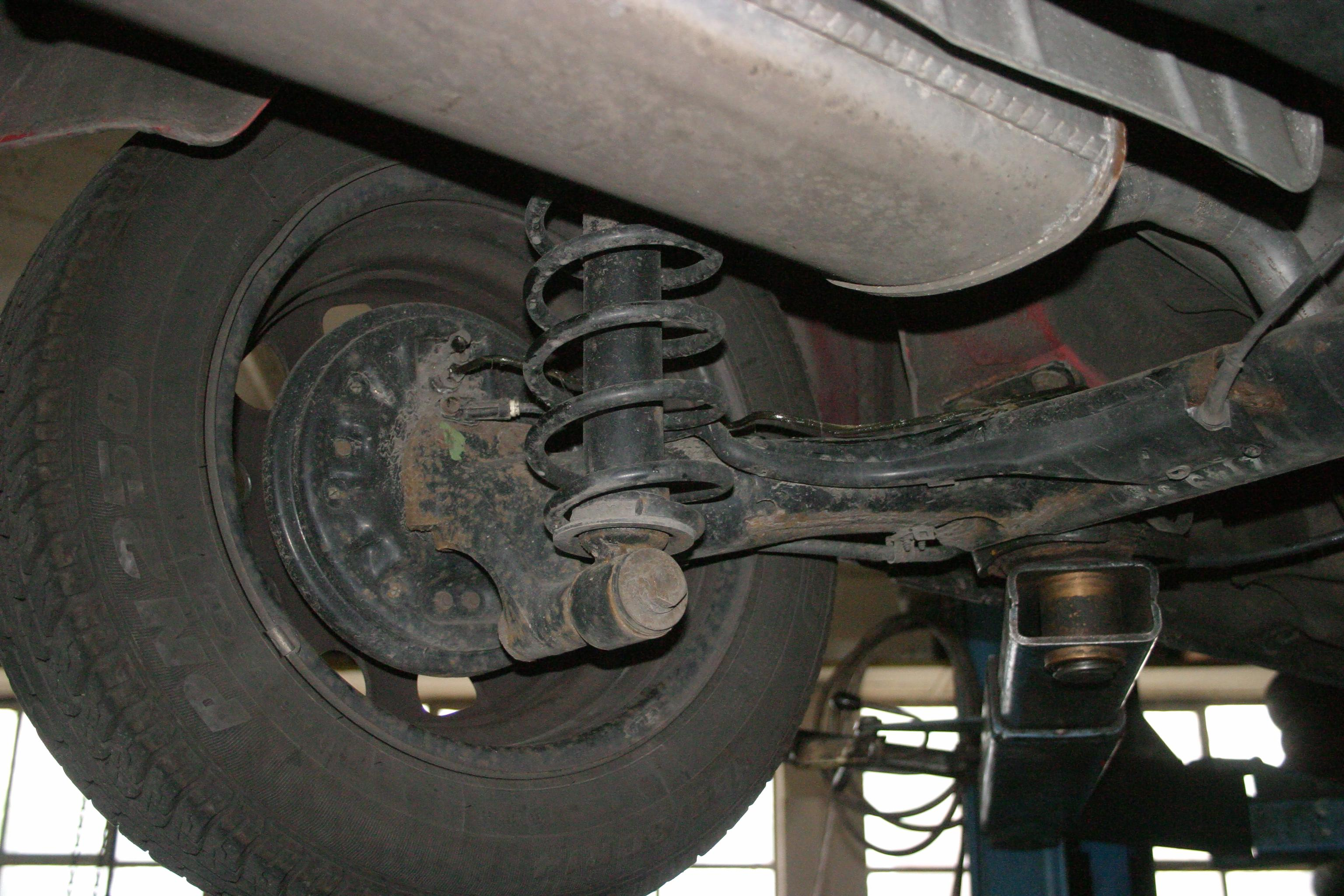
Náprava s vlečenými rameny a torzní tyčí Volkswagen Golf Mk3

Náprava s vlečeným rameny a torzní tyčí je konstrukce zadní nápravy automobilu, založená na velkém prvku ve tvaru H. Přední část je spojena se skeletem vozu uložením v pružných čepech, zadní část nese jednotlivá kola na každé straně vozidla. Příčná tyč spojuje dohromady vlečená ramena a plní funkci stabilizátoru tím, že je kroucena vzájemným pohybem ramen vůči sobě.
Vinutá pružina je obvykle umístěna vedle kola nebo za ním. Často je tlumič pérování umístěn souose s pružinou, do jednoho celku. Toto umístění poskytuje velmi vysoký pohybový poměr v porovnání s většinou typů náprav, což znamená dobré funkční vlastnosti a nízkou hmotnost.
Podélné umístění příčné tyče ovlivňuje důležité parametry chování nápravy, jako např. charakteristiku sbíhavosti nebo odklonu kol. Čím blíže je tyč k osám kol, tím více se při zatížení změní odklon a sbíhavost. Hlavním rozdílem změny odklonu a sbíhavosti oproti nápravě s nezávislým odpružením je to, že je tato změna závislá na pozici druhého kola, nikoli skeletu vozidla (u tradičního nezávislého odpružení závisí odklon a sbíhavost na poloze kola vůči vozidlu). Pokud obě kola společně propérují, sbíhavost a odklon se nezmění. Proto jestliže byla obě kola na počátku kolmo k vozovce a vůz propéruje dolů, kola zůstanou kolmo k vozovce. Změny odklonu a sbíhavosti jsou výsledkem různého propružení jednoho kola vůči druhému.
Tato náprava se používá u široké škály automobilů s pohonem přední nápravy a zcela převažující u evropských minivozů. Byla pravděpodobně poprvé použita u vozu Audi 50, který byl prodáván jako Volkswagen Polo.
Tento druh nápravy se obvykle označuje jako polonezávislé zavěšení/odpružení kol, ve smyslu toho, že kola se mohou vzájemně pohybovat, avšak jejich pohyb je do určité míry spojen, a to ve větším měřítku než u skutečného nezávislého zavěšení. To omezuje ovladatelnost vozidla a proto Volkswagen u vozu Volkswagen Golf používání této nápravy ukončil ve prospěch plně nezávislého odpružení, a to v reakci na nápravu Control Blade použitou u vozidla Ford Focus.

## Česká republika
V České republice má takto řešenou zadní nápravu většina provozovaných vozů. Automobilka Škoda ji používala na vozech Favorit/Forman, Felicia a prvních modelových řadách typů Octavia a Fabia.

## Výhody
- potenciální odolnost
- jednoduchost
- čisté řešení, omezující změť součástí pod podlahou
- poměrně lehká konstrukce
- pružiny a tlumiče mohou být lehké a levné
- není potřeba samostatný stabilizátor
- charakteristika odklonu kol může být dobrá

## Nevýhody
- Základní charakteristika sbíhavosti vzhledem k příčným silám je přetáčivá.
- Protože charakteristika sbíhavosti může být nevhodná, přidání kloubů k jejímu ovlivnění podstatně zvyšuje cenu.
- Charakteristika odklonu kol je velmi omezená.
- Není snadné nastavovat tvrdost odpružení.
- Svary trpí únavou, vývoj vhodného řešení je náročný.
- Nedostatečné vlastnosti při propružení – mohou vést ke špatným jízdním vlastnostem a způsobují nevítané změny sbíhavosti (s dopady na řízení).
- Kola se při odpružení od vozidla posouvají vpřed, což má opět negativní dopady na jízdní vlastnosti.
- Kvůli příčné tyči je potřeba přizpůsobit řešení výfuku atd.